# 石川吉伸
石川 吉伸（いしかわ よしのぶ）は、日本の化学者、薬学者（医薬分子設計学・計算化学・生物無機化学）。学位は、博士（薬学）（熊本大学・1998年）。静岡県立大学薬学部准教授・大学院薬学研究院准教授を経て、現在、湘南医療大学薬学部医療薬学科教授。
山口大学医学部附属病院薬剤部技術補佐員、デラウェア大学博士研究員、熊本大学大学院医学薬学研究部講師などを歴任した。

## 来歴

### 生い立ち
熊本大学の薬学部薬科学科にて薬学を学ぶ。1992年3月に熊本大学を卒業すると、そのまま大学院に進学し、1994年3月に薬学研究科の博士前期課程を修了した。同年6月から1995年3月まで、東京工業大学資源化学研究所にて研究生として研究を続けた。1998年3月、熊本大学大学院にて薬学研究科の博士後期課程を修了し、博士（薬学）の学位を取得した。

### 研究者として
1998年5月より、山口大学医学部附属病院にて、薬剤部の技術補佐員として勤務する。同年6月より、母校である熊本大学の薬学部にて助手となる。2003年4月より、熊本大学の大学院にて医学薬学研究部の講師に昇任した。また、その間、2002年10月から2003年9月にかけてアメリカ合衆国のデラウェア大学にて博士研究員を務めた。2008年4月に静岡県立大学に移り、薬学部の准教授に就任した。また、同大学の大学院では、薬学研究科の准教授も兼務する。2012年、静岡県立大学の大学院にて薬学研究科と生活健康科学研究科が統合再編され、新たに2研究院1学府が発足したことにともない、薬学研究院の准教授を兼務することとなった。静岡県立大学では、橋本博らとともに、生命物理化学の研究室に所属した。

## 研究
専門は薬学であり、医薬分子設計学、計算化学、生物無機化学といった化学的な分野を研究している。具体的にはインシリコ創薬について研究しており、インフルエンザウイルスのRNAポリメラーゼを標的とする阻害剤や、ポリ（ADP‐リボース）グリコヒドロラーゼの阻害剤の開発を手掛けている。また、生体高分子‐低分子複合体の分子ドッキングや分子動力学のシミュレーションにも取り組んでいる。小郷尚久らと執筆した論文「Structure-Guided Design of Novel l-Cysteine Derivatives as Potent KSP Inhibitors」は、アメリカ化学会の発行する『ACS Medicinal Chemistry Letters』に掲載されるとともに、同誌の表紙を飾っている。また、2019年度の教員活動評価にて特に高く評価され、2020年に静岡県立大学学長表彰を受けた。
学会としては、日本薬学会、アメリカ化学会などに所属している。日本薬学会では、医薬化学部会や構造活性相関部会などにも所属している。

## 略歴
- 1992年 - 熊本大学薬学部卒業
- 1994年
  - 熊本大学大学院薬学研究科博士前期課程修了
  - 東京工業大学資源化学研究所研究生
- 1998年
  - 熊本大学大学院薬学研究科博士後期課程修了
  - 山口大学医学部附属病院薬剤部技術補佐員
  - 熊本大学薬学部助手
- 2002年 - デラウェア大学博士研究員
- 2003年 - 熊本大学大学院医学薬学研究部講師
- 2008年
  - 静岡県立大学薬学部准教授
  - 静岡県立大学大学院薬学研究科准教授
- 2012年 - 静岡県立大学大学院薬学研究院准教授
- 2021年 - 湘南医療大学薬学部医療薬学科教授

## 賞歴
- 1999年 - 九州分析化学奨励賞
- 2017年 - IT創薬コンテスト 「コンピュータで薬のタネを創る4」 グランプリ（ナミキ商事賞）
- 2020年 - 静岡県立大学学長表彰[13]

## 著作

### 主な論文（和文）
- 石川吉伸、「X線結晶構造解析による牛心筋シトクロム酸化酵素のプロトンポンプ機構の解明(C・物理化学, 分析化学, 放射線学)」『ファルマシア』 1999年 35巻 1号 p.54-55, 日本薬学会, doi:10.14894/faruawpsj.35.1_54, ISSN 0014-8601
- 石川吉伸、「分子動力学法による構造アンサンブルに基づくバーチャルスクリーニング」『ファルマシア』 2009年 45巻 2号 p.175-176, doi:10.14894/faruawpsj.45.2_175, ISSN 0014-8601